# Bitva u Trnavy
Bitva u Trnavy se odehrála 28. dubna 1430 v lokalitě mezi městem Trnava a řekou Váh. Husité pod velením hejtmana Velka Koudelníka z Březnice zde v průběhu rejsy do Horních Uher svedli úspěšný obranný boj s moravskými, českými a uherskými oddíly krále Zikmunda Lucemburského. Ačkoli se husitům podařilo ubránit své pozice, v noci po střetnutí se odpoutali od protivníka a zahájili ústup na domovské území.

## Předehra
16. dubna 1430 vytáhlo do pole husitské vojsko, jež shromáždil sirotčí hejtman Velek Koudelník z Březnice. Jeho cílem byl vpád na území Horních Uher, který byl patrně odvetou namířenou proti králi Zikmundovi Lucemburskému, jenž nedodržel slib, kterým bylo husitům zaručeno jednání o jejich požadavcích v německém Norimberku. Strukturu těchto sil tvořili zejména vojáci sirotčího a táborského svazu, spolu s jednou čtvrtí hotovosti z Nového Města pražského, podle starších odhadů v počtu 10 000 bojovníků. Mimo velitele výpravy k hlavním osobnostem této rejsy patřili duchovní správce sirotků Prokop Malý, táborský hejtman Jan Zmrzlík ze Svojšína a Filip z Padařova, velitel táborské posádky v Ostroměři. Při svém pochodu se toto vojsko ubíralo přes Moravu, Holíč a Bílé Karpaty směrem k bažinaté rovině mezi Trnavou a řekou Váh. K prvnímu jeho kontaktu s nepřítelem došlo pravděpodobně u vesnice Podivín na rakousko-moravských hranicích, kde se husité vítězně střetli s oddíly nejmenovaných moravských hejtmanů. Při srážce údajně ztratili více než 150 vojáků a nelze vyloučit, že podobné boje s předem zajištěnou obranou sváděli až k Trnavě. Patrně nejen tyto dílčí protivníkovy akce, ale také vědomí, že král Zikmund proti nim shromáždil značné vojenské síly, je přinutily celou cestu postupovat ve vozovém šiku.

## Bitva

### Zprávy současníků
Pro historické účely se zachovaly tři základní písemné prameny z provenience jak českých tak zahraničních autorů. První z nich pochází z kroniky Denkwürdigkeiten zur Geschichte des Zeitalters Kaiser Sigmunds sepsané dvorním kronikářem a životopiscem krále Zikmunda Lucemburského Eberhardem Windecke. Druhým je list Konráda mladšího Olešnického z 11. května 1430, adresovaný velmistrovi řádu německých rytířů, publikovaný Františkem Palackým v druhém díle Urkundliche Beiträge zur Geschichte des Hussitenkrieges. Z českých autorů se o bitvě ve své latinsky psané Kronice zmiňuje katolický voják Bartošek z Drahonic: 
| „                     | Druhou bitvu čili srážku měli na hranicích Uher s lidmi řečeného pana krále a to zvláště s Čechy, Moravany, Uhry a lidmi zvanými Raczy, kde byl zabit hejtman sirotků Velek s mnoha jinými (říkalo se, že jich bylo na dva tisíce) a byli spáleni ve vesnicích. Byli mezi nimi zvláště Jan ze Stezova a Martínek z družiny Jana Zmrzlíka. Byli jim prý zabíjeni koně při vozech i pod jezdci a tak jich zahynulo přes dva tisíce. | “ |
| — Bartošek z Drahonic | |   |

### Pravděpodobný průběh
Ze všech těchto záznamů lze usuzovat, že se král Zikmund, jenž řídil bojové operace z hradu Šintava, rozhodl svést bitvu v prostoru mezi Trnavou a řekou Váh z čistě taktického hlediska, neboť zdejší rovinatý terén umožňoval nejúčelnější využití jeho jízdního vojska. Z dřívějších zkušeností s husitským způsobem boje si byl pravděpodobně dobře vědom skutečnosti, že útok proti vozové hradbě mu neskýtá reálné šance na vítězství, rozhodl se proto napadnout husity ze dvou stran ještě za pochodu. Velením prvního oddílu pověřil zdejšího šlechtice Stibora ze Stibořic ml. do čela druhého postavil uhersko-srbského šlechtice Jana Marothiho. O tom, ve které lokalitě přesně se bitva odehrála nebo jakým způsobem došlo k napadení husitů, se lze jenom dohadovat. Známý je pouze fakt, že jako první zaútočily jednotky podřízené Stiborovi ze Stibořic a jejich úder byl natolik úspěšný, že se jim podařilo vniknout mezi vozy dříve, než se husitům podařilo uzavřít hradbu. Vojenský historik Otakar Frankenberger starší se v souvislosti s touto epizodou střetnutí domnívá, že královské síly napadly husity ze zálohy, přičemž se nejprve střetly s jejich předsunutým jezdeckým oddílem. Dále nevylučuje, že to byli právě tito jezdci, kteří znemožnili včasné zformování vozů, neboť síla útoku je přinutila vyhledat útočiště mezi pěchotou. I přes tento prvotní úspěch katolické strany se husité pokoušeli o houževnatou obranu, nicméně čelní oddíl byl za vysokých ztrát přinucen ustoupit. Jedním z mrtvých byl i hejtman Velek z Březnice. V tu chvíli však nedisciplinovaní uherští a srbští vojáci, kteří se pravděpodobně domnívali, že je boj rozhodnut, polevili v tlaku a značná část se jich začala zabývat rabováním vozů. Toho využili husité k protiútoku, díky němuž se jim podařilo protivníka vytlačit z dobytých pozic. Po tomto úspěchu ihned dokončili uzavření vozové hradby a Jan Marothi, který díky špatné koordinaci dorazil na bojiště se značným zpožděním a jehož úkolem bylo husity napadnout zezadu, se k útoku na jejich pevnou pozici neodhodlal.

## Důsledky a bilance
Ačkoli husité vyšli z boje vítězně, vysoké počty mrtvých a zraněných, smrt vrchního hejtmana a patrně i značné ztráty mezi tažnými zvířaty, je přinutily ještě v noci po boji zahájit zpáteční cestu k moravským hranicím. Nezanedbatelným důvodem jejich ústupu bylo i vojsko krále Zikmunda, jež se shromažďovalo, aby opět pokračovalo v boji. Pokud jde o směr jejich pochodu, Eberhard Windecke konstatuje, že odtáhli do Brandenburku, Konrád Olešnický dokládá jejich přítomnost k 11. květnu na osm mil od Opavy.
Podle Bartoška z Drahonic byly ztráty na straně husitů značné. Jednak vyčísluje 2000 mrtvých bojovníků, posléze pak stejný počet tažných i jezdeckých koní. Je však pravděpodobné, že obě čísla jsou poměrně nadnesená. Pokud jde o ztráty na straně královských oddílů, udávají se třikrát vyšší než na straně husitů. Ani toto číslo se však pravděpodobně nezakládá na reálném základě.